# Tąpadły (stacja kolejowa)
Tąpadły – zlikwidowana stacja kolei wąskotorowej w Tąpadłach, w województwie zachodniopomorskim, w Polsce. Została zlikwidowana w 1996 roku. Tąpadły były stacją początkową dla rozebranej linii wąskotorowej do Gościna oraz przelotową dla linii wąskotorowej Popiele - Gryfice Wąskotorowe.